# Diszkrimináns
A diszkrimináns szó jelentése: előre megítélés, eldöntés, döntő tényező.
A matematika területén magasabb fokú egyenletek megoldása során alkalmazzuk, ahol az adott egyenlet megoldóképletének szerves része maga, a diszkrimináns képlete. A diszkrimináns jele {\displaystyle D}.
A diszkrimináns a gyakorlatban az adott magasabb fokú egyenletek gyökeinek számát határozza meg, dönti el. Mivel az algebra alaptétele csak a maximálisan szóba hozható gyökök számát definiálja, a valós gyökök számát azonban nem, ezért is volt szükséges minden lineárisnál magasabb fokú egyenlet esetében a diszkrimináns felfedezésére.

## Lineáris egyenletek
A diszkriminánst csak lineárisnál magasabb fokú egyenletekre nézve értelmezzük.
Az egyismeretlenes lineáris egyenletek gyökeinek számát nagyon egyszerűen az ismeretlen algebrai kifejezésével érhetjük el: ennek függvényében három verzió lehetséges
- nincs gyöke (ellentmondás)
- maximum 1 valós gyöke van
- végtelen sok megoldása van (azonosság; lineáris ekvivalencia).

## Másodfokú (kvadratikus) egyenletek
Tekintsük alapul a másodfokú egyenlet együtthatóit az általános jelölés alapján ax2 + bx + c = 0 formájúnak!
Másodfokú egyenleteknek legfeljebb 2 gyöke lehet, minimum 0.
Ennek értelmében 3 lehetséges kimenetele lehet egy másodfokú egyenlet megoldásának.

### A gyökök mennyisége
Az egyenletnek
- 2 gyöke van
- 1 gyöke van
- nincs (valós) gyöke.

### A gyökök jellege
Az egyenletnek
- csak valós gyökei vannak
- hibrid gyökei vannak (valós és komplex gyökök egyaránt)
- csak komplex gyökei vannak.

### A másodfokú egyenlet diszkriminánsa
Bármely másodfokú egyenlet diszkriminánsát meghatározhatjuk a {\displaystyle D=b^{2}-4ac} képlettel (a fenti jelölések alapján).
A diszkrimináns értékének értelmezése az alábbiak alapján történik:
- D > 0 : Az egyenletnek 2 valós gyöke van;
- D = 0 : Az egyenletnek 1 valós gyöke van;
- D < 0 : Az egyenletnek 2 komplex gyöke van.

Megjegyzések:
1. A fentiek alapján diszkrimináns értékének értelmezése a gyökök számának tekintetében csakis valós gyökökre vonatkozik.
2. A másodfokú egyenlet redukált alakjának diszkriminánsa: {\displaystyle D^{*}=\left({\frac {p}{2}}\right)^{2}-q}.

## Harmadfokú egyenletek
A harmadfokú egyenlet megoldóképlete megtekinthető itt.

## Negyedfokú egyenlet
A negyedfokú egyenlet megoldóképlete megtekinthető itt.